# Consensus Conference
Con Consensus Conference (Conferenza del consenso) si intendono generalmente una serie di riunioni, i cui partecipanti sono cittadini comuni, promosse al fine di raccogliere opinioni e deliberazioni su argomenti nuovi o controversi in ambito scientifico, tecnologico ed etico.

## Caratteristiche
Caratteri peculiari delle consensus conferences sono principalmente due:
- i cittadini partecipanti sono auto-selezionati, nel senso che sono coloro che hanno risposto per iscritto ad annunci pubblicitari messi dai promotori;
- prima di giungere alla stesura di un documento finale vengono realizzate una serie di assemblee, in cui ai partecipanti vengono fatte approfondire le tematiche da dibattere, in modo da far acquisire ai cittadini una buona conoscenza degli argomenti.

## Il modello danese
Le consensus conference sono state introdotte per la prima volta in Danimarca negli anni '80 dal Danish Board of Technology (Commissione Danese sulla Tecnologia).
Sono tuttora utilizzate ed essendo composte di persone comuni (cui però sono state fornite conoscenze tecniche sull'argomento in questione), vengono utilizzate per conoscere l'eventuale orientamento che avrebbero i danesi se muniti di conoscenze approfondite.
Al termine di ciascun procedimento le consensus conference esprimono raccomandazioni, che non hanno potere formale, ma godono tuttavia di buona autorevolezza presso la popolazione danese.
In passato il Parlamento danese, spinto da una raccomandazione di una apposita consensus conference, escluse gli animali transgenici da un piano di ricerca governativo.